# Офарим, Гиль
Гиль Офарим (родился 13 августа 1982 года в Мюнхене. Имя при рождении Гиль Дорон Райхштадт) — немецкий рок-музыкант. Он выступает как соло, так и в качестве солиста групп Zoo Army и Acht. Также он работает актёром, артистом дубляжа и радиоведущим.
Гиль Офарим ― сын израильского певца Аби Офарима (1937—2018) и его третьей жены Сандры. Его брат Таль Офарим был кандидатом в «Голос Германии», а также членом группы Zoo Army.

## Личная жизнь

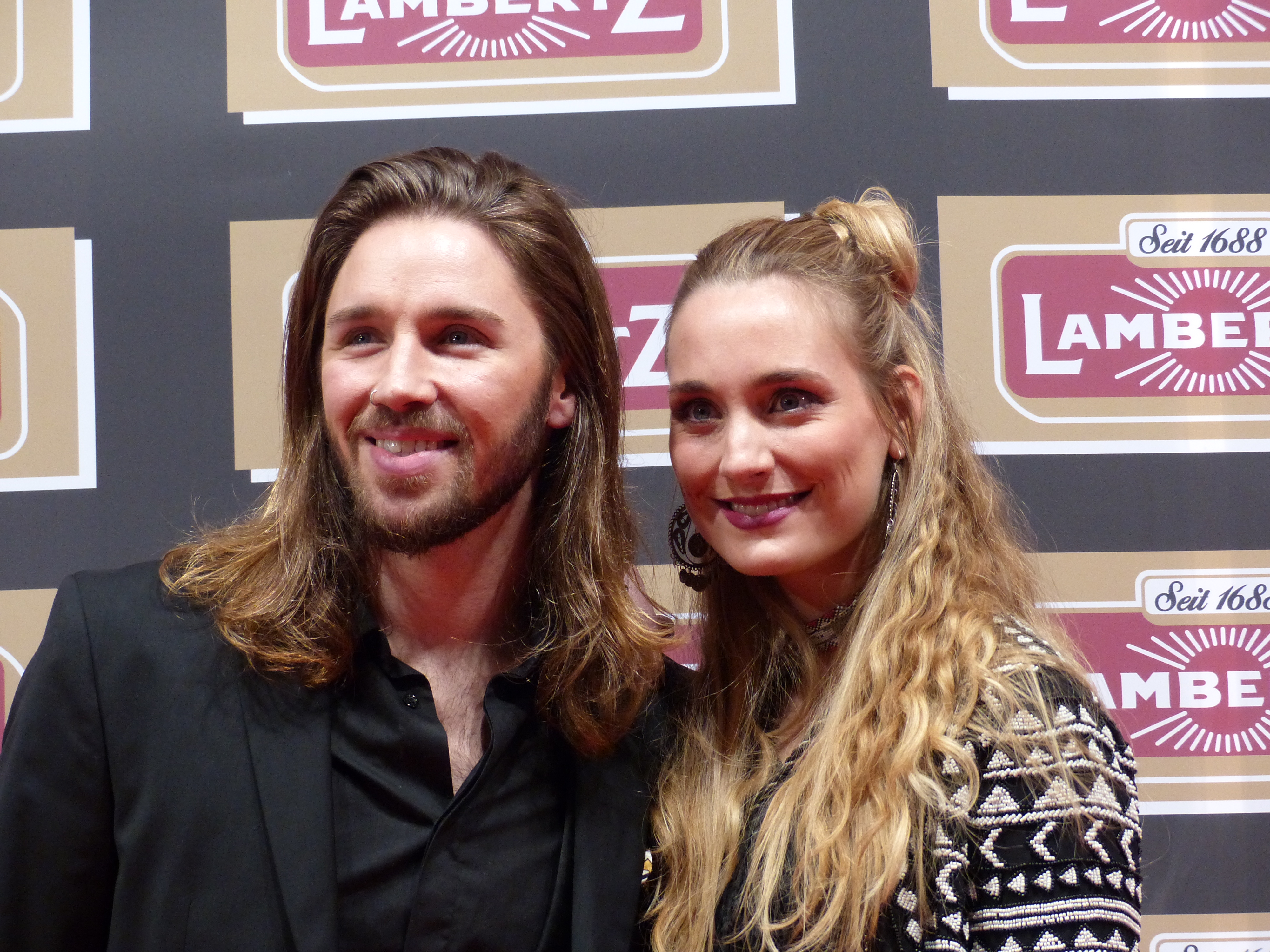
Гиль Офарим и Верена Брок

С 15 декабря 2014 года Гиль был женат на Верене Брок У двоих есть сын (2015 года рождения) и дочь (2017 года рождения). В марте 2018 года стало известно о расставании пары.

## Музыкальная карьера
В подростковом возрасте в молодёжном журнале Bravoв 1997 году появилось фото Гиля Офарима. Его музыкальная карьера развивалась на основе этого обстоятельства. Первоначально под именем Гиль он попал в чарты с такими названиями, как Round 'N' Round (It Goes), Talk To You, Never Fiving Up Now и If You Only Knew. В 1998 году он три года гастролировал по Азии.
С 2003 года выступает под именем Гиля Офарима. В июне того же года он появился на Олимпийском стадионе в Мюнхене на разогреве у рок-группы Bon Jovi после того, как промоутер концерта сообщил Джону Бон Джови о молодом музыканте. В 2005 году Офарим основал рок-группу Zoo Army, которая в марте 2006 года выпустила свой дебютный альбом 507. В 2007 году он поставил две песни для немецких саундтреков к диснеевским фильмам: в Triff die Robinsons он спел «Больше, чем ты можешь видеть», а для Verwünscht он интерпретировал балладу So nah!.

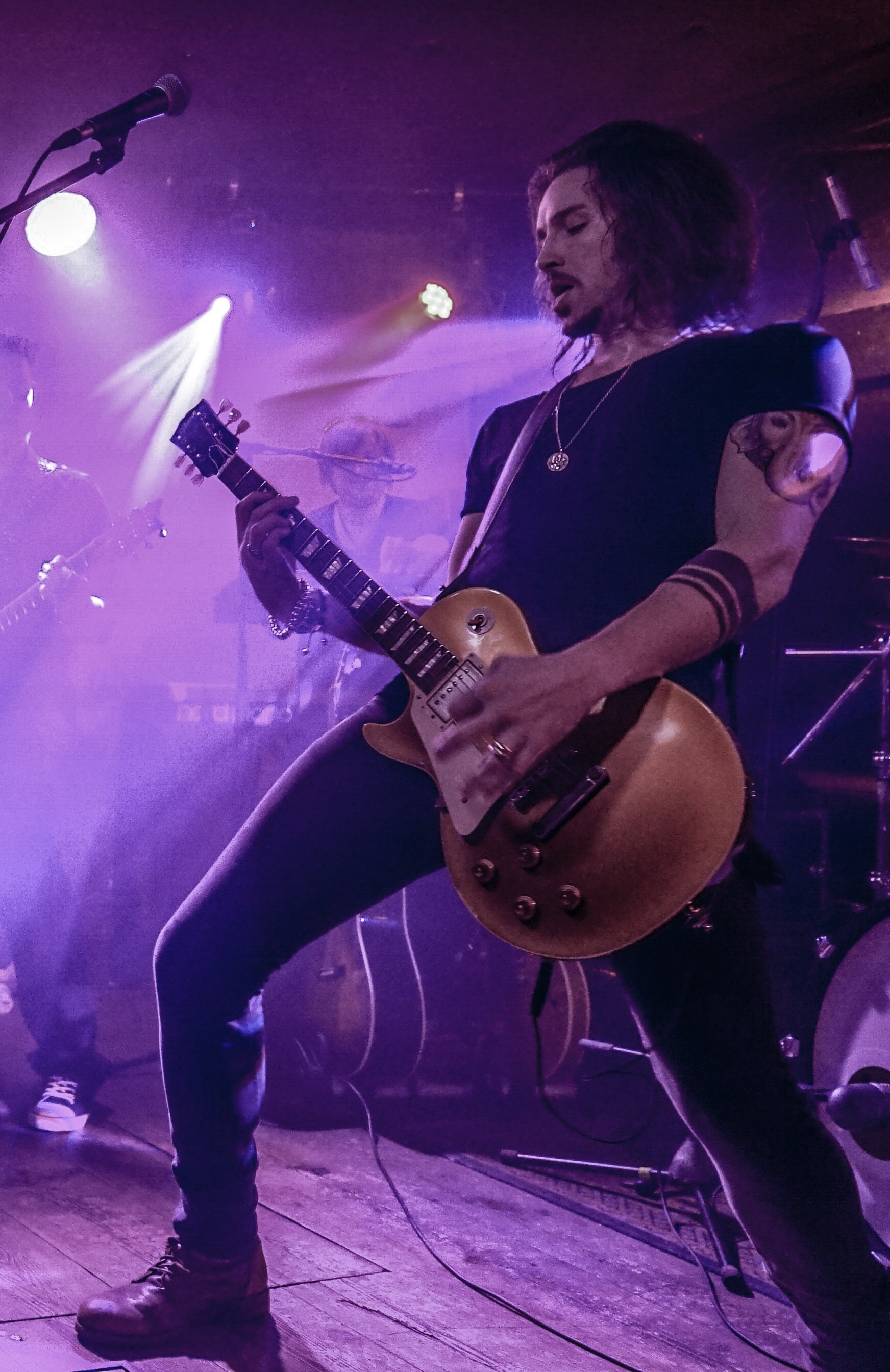
Гиль Офарим в концертном туре 2018 года

В 2008 году Офарим основал группу Acht, с который, помимо многих выступлений на фестивалях, был на разогреве в турне Alex Band, певца The Calling. В 2010 году он основал собственный лейбл с Neuzeitstürmer. Дебютный альбом Eight., Imagine ago, вышел в 2010 году. В 2012 году он принял участие во втором сезоне кастинг-шоу «Голос Германии» и вышел в четвертьфинал в составе команды Ксавьера Найду. С каверами на Iris (Goo Goo Dolls) и Man in the Mirror.он смог занять место в чартах. В 2016 году исполнил главную роль в мюзикле «Волосы» в исполнении Магдебургского театра на Магдебургской Соборной площади. К февралю 2017 года он продал около пяти миллионов дисков по всему миру.
В начале 2017 года он был тренером по вокалу в шоу RTL It Takes 2 и занял второе место с певицей Ребеккой Симонейт-Барум. В том же году он написал немецкую заглавную песню к сериалу «Нильс Хольгерссон» на KiKA in, новой версии мультсериала «Замечательные приключения Нильса Хольгерссона с дикими гусями». В начале 2018 года он был музыкальным спонсором шоу KiKA Dein Song. В феврале 2020 года его альбом был выпущен с полной надеждой.

### Студийные альбомы
| Год  | Название песни                   | Название альбом                                   | Примечания       |  |
| ---- | -------------------------------- | ------------------------------------------------- | ---------------- |  |
| 1997 | Round ’n’ Round (It Goes)        | Here I Am                                         | Студийный альбом |  |
| 1997 | Never Giving Up Now              | Here I Am                                         | Студийный альбом |  |
| 1998 | If You Only Knew                 | Here I Am                                         | Студийный альбом |  |
| 1998 | Talk to You                      | The Best of Gil … So Far                          | Студийный альбом |  |
| 1999 | Out of My Bed (Still in My Head) | The Album                                         | Студийный альбом |  |
| 2003 | The Reason                       | On My Own                                         | Студийный альбом |  |
| 2004 | In Your Eyes                     | Студийный альбом                                  |                  |  |
| 2004 | Iris                             | 23.11. — Alle Songs aus der Liveshow #2 (Sampler) | Студийный альбом |  |
| 2012 | Man in the Mirror                | 30.11. — Alle Songs aus der Liveshow #4 (Sampler) | Студийный альбом |  |

Дальнейшие альбомы
- 2000: The Album
- 2003: On My Own
- 2018: 20 Years (#1/4)
- 2020:	Alles auf Hoffnung

### Компиляции
- 2001: The Best of Gil … So Far

## Синглы
- 1997 Round ’n’ Round (It Goes) (Here I Am)
- Never Giving Up Now (Here I Am)
- 1998 If You Only Knew (Here I Am)
- Talk to You(The Best of Gil … So Far)
- 1999 Out of My Bed (Still in My Head) (The Album)
- 2003	The Reason (On My Own)
- 2004	In Your Eyes (Iris)
- 23.11. — Alle Songs aus der Liveshow #2 (Sample)
- 2012 Man in the Mirror
- 30.11. — Alle Songs aus der Liveshow #4 (Sampler)

## Последующие синглы
- 1999: Walking Down The Line
- 2017: Still here
- 2019: Ein Teil von mir
- 2020: Alles auf Hoffnung
- 2020: Pierrot
- 2021: Vom Ende der Traurigkeit (Mischbatterie Mix 2021)

Гостевое участие
- 1998: Let the Music Heal Your Soul — mit den Bravo All Stars
- 2016: Anybody — Tomcraft feat. Gil Ofarim

Саундтреки
- 2007: Mehr Als Du Seh’n Kannst (Triff die Robinsons)
- 2007: So Nah! (Verwünscht)
- 2017: Nils Holgersson (Titelsong zur Animationsserie Nils Holgersson)

### Награды за продажи дисков
Золотой диск
- Китайская Республика
  - 1999: für das Album Here I Am[3]

Платиновый диск
- Таиланд
  - 1998: für das Album Here I Am[4]

## Фильмография
- 1998: Gute Zeiten, schlechte Zeiten (Fernsehserie, Folgen 1x1631-1x1635)
- 2004: Endlich Sex!
- 2006: Die Sturmflut (Fernsehzweiteiler)
- 2006: Strip Mind
- 2008: Ein Fall für B.A.R.Z. (Fernsehserie, Folge 3x07 Böse Falle)
- 2010: Ein starkes Team (Fernsehserie, Folge 1x45 Dschungelkampf)
- 2015—2017: Armans Geheimnis (Fernsehserie)
- 2017: Unter deutschen Betten
- 2017: Alles was zählt (Fernsehserie, Folgen 1x2789-1x2790)
- 2017: Sechs auf einen Streich — Das Wasser des Lebens

### Дубляж
- 2007: Verwünscht (Enchanted) … als Jon McLaughlin
- 2017: My Little Pony: Der Film (My Little Pony: The Movie) … als Capper

## Книги
- Gil Ofarim, Ina Bohnsack: Gil Ofarim: Fotografien von Ina Bohnsack. Schwarzkopf & Schwarzkopf Media, Berlin 2017, ISBN 978-3-942665-20-9.
- Gil Ofarim, Lara Höltkemeier: Freiheit in mir. Knaur HC, München 2021, ISBN 978-3-426-21496-1.

## Роли в кино и на телевидении
В 1998 году Офарим получил свою первую роль в сериале «Хорошие времена, плохие времена», в котором он сыграл самого себя в пяти эпизодах. В 2004 году он работал в ProSieben производства Endlich Sex! и в 2006 году в двухсерийном сериале «Штурмфлют». Также в 2006 году он был замечен в психологическом триллере Strip Mind. В 2008 году принял участие в эпизоде молодёжного детективного сериала Ein Fall für BARZ, а в 2010 году — в криминальном сериале «Сильная команда». В 2015 году получил второстепенную роль в немецком детективном телесериале «Секрет Армана».
В 2017 году Офарим принял участие в качестве кандидата в 10-м сезоне RTL-шоу Let’s Dance и победил вместе с партнершей по танцам Екатериной Леоновой. Кроме того, в 2017 году он работал в кино комедии Унтер Немецких Кровати и в Das Wasser де Lebens из серии сказки Шесть на трюке с ARD . Он также сыграл в двух эпизодах телесериала RTL. Все в счет . После того, как он уже написал музыку к нескольким немецким версиям фильмов и телепрограмм, в 2017 году он занял свое место в My Little Pony: Der Film.синхронная роль персонажа Каппера. В июле 2017 года он был перед камерой в рекламной кампании лейбла Tom Ford. Кроме того, Офарим посетил шоу VOX в августе 2017 года в составе Grill the Henssler.
В 2018 году он выиграл ProSieben production Schlag die Star у Пьетро Ломбарди. В 2019 году Ofarim принял участие в Sat.1 производстве Das Grosse Promibacken. В 2019 году в роли кузнечика принял участие в 1-м сезоне «Певца в маске» и занял 2-е место. В мае 2020 года он принял участие в Бесплатном европейском конкурсе песни для Израиля и занял пятое место. Он также был кандидатом в программе телеканала ProSieben Die! Herz! Schlag! Show!. Офарим опубликовал автобиографию «Свобода во мне» 2 июня 2021 года.

## Веб-ссылки
- Gil Ofarim на сайте Discogs
- Gil на сайте Discogs
- Офарим, Гиль (англ.) на сайте Internet Movie Database
- Ofarims Website Архивная копия от 6 октября 2021 на Wayback Machine